# 京都住友ビル
京都住友ビル（きょうとすみともびる）は、京都市下京区四条河原町にある商業ビル。1938年建築の前身の京都住友ビルを建て替え、1976年9月30日に竣工した。別名は住友不動産京都ビル。

## 概要
住友不動産が会社設立時から保有する唯一のビルである。四条河原町交差点の南東角に位置し、地下1階は阪急京都本線の終点京都河原町駅と直結する。家電量販店のエディオンを核テナントとする商業施設「京都河原町ガーデン」として運営されている。
1976年10月15日から2010年8月22日までは四条河原町阪急が運営し、2011年4月27日から2020年5月12日までは地階から6階までを京都マルイが運営していた。飲食店が入居する7階と8階は、2005年3月18日から2015年1月までモザイクダイニング四条河原町として阪急商業開発が運営し、2017年7月12日からは住友不動産が運営する。
京都河原町ガーデンは2021年4月15日に開業する計画が発表されていたが、新型コロナウイルスに関する京都府の緊急事態宣言を受けて開業が延期され、同年5月12日に開業した。